# Balet (hudební skupina)
Balet byla česká popová hudební skupina, kterou založil v roce 1986 bubeník skupiny Olympic Petr Hejduk (1949-1995). Brzy se proslavila písní Hej, pane diskžokej (P. Hejduk/Z. Rytíř), dalšími úspěšnými písněmi byly skladby: ...a někdo bude tě mít rád, V závratných krajinách lásky, Zájezd na kometu (singl 1988) a Od toho jsou písně. Skupina vydala přes dvacet singlů. Texty k hudbě jim psali např. Zdeněk Rytíř nebo Michal Horáček.
Po nečekaném odchodu zpěvačky Ivety Bartošové ke skupině Kroky Františka Janečka skupina angažovala zpěvačku Blanku Šrůmovou (nar. 1965), která s Baletem vystupovala od prvního koncertu, jenž se konal v divadle v Kolíně. Skupina koncertovala nepřetržitě tři roky, sestavu časem doplnili hráči Rudolf Chundela (kytara), Bohumil Zatloukal (kytara) a Lev Rybalkin (klávesy). Vydala jedinou LP desku Někdo bude tě mít rád (1988, Supraphon).
V roce 1987 opustil skupinu zpěvák Jindřich Malík a po zájezdu do Sovětského svazu (Ukrajina) v roce 1988 skupinu opustila také zpěvačka Blanka Šrůmová, která přešla do skupiny Tichá dohoda. Po různých pokusech obnovit sestavu skupina Balet zanikla.

## Složení
- Petr Hejduk (zpěv, bicí) - (1986-1988)[2]
- Jindřich Malík (zpěv) - (1986-1988)[2]
- Iveta Bartošová (zpěv) - (1986)[2]
- Blanka Šrůmová (zpěv) - (1986-1988)[2]

- Marcela Štveráková (zpěv)(1986)
- Míla Benýšek (kytara)

- Jakub Zahradník (klávesy)
- Zdeněk Mazač (bicí)
- Ilja Hasse (baskytara)

## Diskografie
Singly:
- Hej pane diskžokej
- Každý má rád muzikál
- A někdo bude tě mít rád
- Zájezd na kometu
- Zákon schválnosti
- V závratných krajinách lásky
- Jen díru v sýru
- Nezačínej s láskou
- Hraju tenis
- Od toho jsou písně
- Jsem tvůj déšť
- Kung-pao
- Záletná
- Automat
- Hamlet story
- Musíme začít v nás
- Blahobyt číslo pět
- Asi umí jen závidět
- Dospělá
- Všem bratislavským dívkám

LP deska:
- Někdo bude tě mít rád (1988, Supraphon)